# Luik-Bastenaken-Luik 1987
In 1987 werd de 73e editie verreden van de wielerwedstrijd Luik-Bastenaken-Luik. 
De Italiaan Moreno Argentin won de sprint van een groep van vijf renners. Argentin won als derde renner deze wedstrijd driemaal op één rij, na de Belgen Léon Houa en Eddy Merckx.
De wedstrijd maakte onderdeel uit van de Super Prestige Pernod, van 1987.

## Uitslag
| Plaats  | Naam                 | Ploeg                  | tijd     |
| ------- | -------------------- | ---------------------- | -------- |
| Winnaar | Moreno Argentin      | Gewiss–Bianchi         | 6u40'00" |
| 2       | Stephen Roche        | Carrera Jeans–Vagabond | z.t.     |
| 3       | Claude Criquielion   | Hitachi - Marc         | z.t.     |
| 4       | Yvon Madiot          | Système U              | z.t.     |
| 5       | Robert Millar        | Panasonic              | z.t.     |
| 6       | Laurent Fignon       | Système U              | + 0'25"  |
| 7       | Marc Madiot          | Système U              | + 0'58"  |
| 8       | Eddy Schepers        | Carrera Jeans–Vagabond | z.t.     |
| 9       | Emanuele Bombini     | Carrera Jeans–Vagabond | z.t.     |
| 10      | Jean-Claude Leclercq | Toshiba–La Vie Claire  | z.t.     |
|         |                      |                        |          |
| 19      | Gert-Jan Theunisse   | PDM-Concorde           | + 1'36"  |

1892 · 1893 · 1894 · 1895-1907 · 1908 · 1909 · 1910 · 1911 · 1912 · 1913 · 1914-1918 · 1919 · 1920 · 1921 · 1922 · 1923 · 1924 · 1925 · 1926 · 1927 · 1928 · 1929 · 1930 · 1931 · 1932 · 1933 · 1934 · 1935 · 1936 · 1937 · 1938 · 1939 · 1940-1942 · 1943 · 1944 · 1945 · 1946 · 1947 · 1948 · 1949 · 1950 · 1951 · 1952 · 1953 · 1954 · 1955 · 1956 · 1957 · 1958 · 1959 · 1960 · 1961 · 1962 · 1963 · 1964 · 1965 · 1966 · 1967 · 1968 · 1969 · 1970 · 1971 · 1972 · 1973 · 1974 · 1975 · 1976 · 1977 · 1978 · 1979 · 1980 · 1981 · 1982 · 1983 · 1984 · 1985 · 1986 · 1987 · 1988 · 1989 · 1990 · 1991 · 1992 · 1993 · 1994 · 1995 · 1996 · 1997 · 1998 · 1999 · 2000 · 2001 · 2002 · 2003 · 2004 · 2005 · 2006 · 2007 · 2008 · 2009 · 2010 · 2011 · 2012 · 2013 · 2014 · 2015 · 2016 · 2017 · 2018 · 2019 · 2020 · 2021 · 2022 · 2023 · 2024 · 2025